# Comandament de Suport Logístic de l'Exèrcit de Terra d'Espanya
El Comandament de Suport Logístic (en castellà Mando de Apoyo Logístico, MALE) és l'òrgan del Suport a la Força responsable en l'àmbit de l'Exèrcit de Terra espanyol de la direcció, inspecció i coordinació en matèria d'adquisicions, proveïment, manteniment, transports i infraestructura i sistemes. Assessora al Cap de l'Estat Major de l'Exèrcit de Terra en aquestes matèries i li correspon, així mateix l'administració dels recursos financers que tingui assignats.
Al començament de 2015 la seva estructura va ser objecte d'una reorganització iniciada mesos abans per a aconseguir una gestió més integrada, una major adaptació a les necessitats logístiques actuals i un seguiment més estret dels materials adquirits durant tota la seva vida útil.
El MALE depèn funcionalment de la Direcció general d'Armament i Material (DGAM) en matèries d'adquisicions, proveïment, manteniment, transports i sistemes.
El MALE s'articula en una Prefectura i dues direccions:
- Prefectura del MALE (JEMALE).
- Direcció d'Adquisicions (DIAD).
  - Subdirecció de Sistemes d'Armes (SUBSAR).
  - Subdirecció de Subministres i Serveis (SUBSUSER).
  - Secció d'Enllaç i Suport a Programes (SEAPRO).
- Direcció d'Integració de Funcions Logístiques (DINFULOG).
  - Subdirecció de Gestió Logística (SUBGESLOG).
  - Centre de Gestió del Suport Logístic (CEGAL).
  - Centre de Seguiment de Gestió del Suport Logístic (CESEGES).
  - Prefectura de Centres Logístics (JECELOG).
    - Parc i Centre de Proveïment de Material d'Intendència
    - Parc i Centre de Manteniment de Material de Transmissions
    - Parc i Centre de Manteniment de Material d'Enginyers
    - Parc i Centre de Manteniment de Vehicles Rodes núm. 1
    - Parc i Centre de Manteniment de Vehicles Rodes núm. 2
    - Parc i Centre de Manteniment de Sistemes Cuirassats núm. 1
    - Parc i Centre de Manteniment de Sistemes Cuirassats núm. 2
    - Parc i Centre de Manteniment de Sistemes Antiaeris, Costa i Míssils
    - Parc i Centre de Manteniment d'Armament i Material d'Artilleria
    - Parc i Centre de Manteniment d'Helicòpters
    - Parc i Centre de Manteniment de Sistemes Maquinari i Programari